# كين بارك (فلم)
كين بارك (بالإنجليزية: Ken Park) هو فيلم دراما تم إنتاجه في الولايات المتحدة وفرنسا وهولندا وصدر سنة 2002، بطولة جيمس رانسون ومن إخراج لاري كلارك وإدوارد لاكمان.

## الميزانية
كلف الفيلم 1.3 مليون دولار أمريكي.

## وصلات خارجية
مقالات تستعمل روابط فنية بلا صلة مع ويكي بيانات